# Accord de libre-échange entre le Mexique et la Bolivie
L'accord de libre-échange entre le Mexique et la Bolivie est un accord de libre-échange signé le 10 septembre 1994 et entré en application le 1er janvier 1995,.